# Dichorda remotaria
Dichorda remotaria är en fjärilsart som beskrevs av Walker 1861. Dichorda remotaria ingår i släktet Dichorda och familjen mätare. Inga underarter finns listade i Catalogue of Life.